# Francis Rawdon Chesney

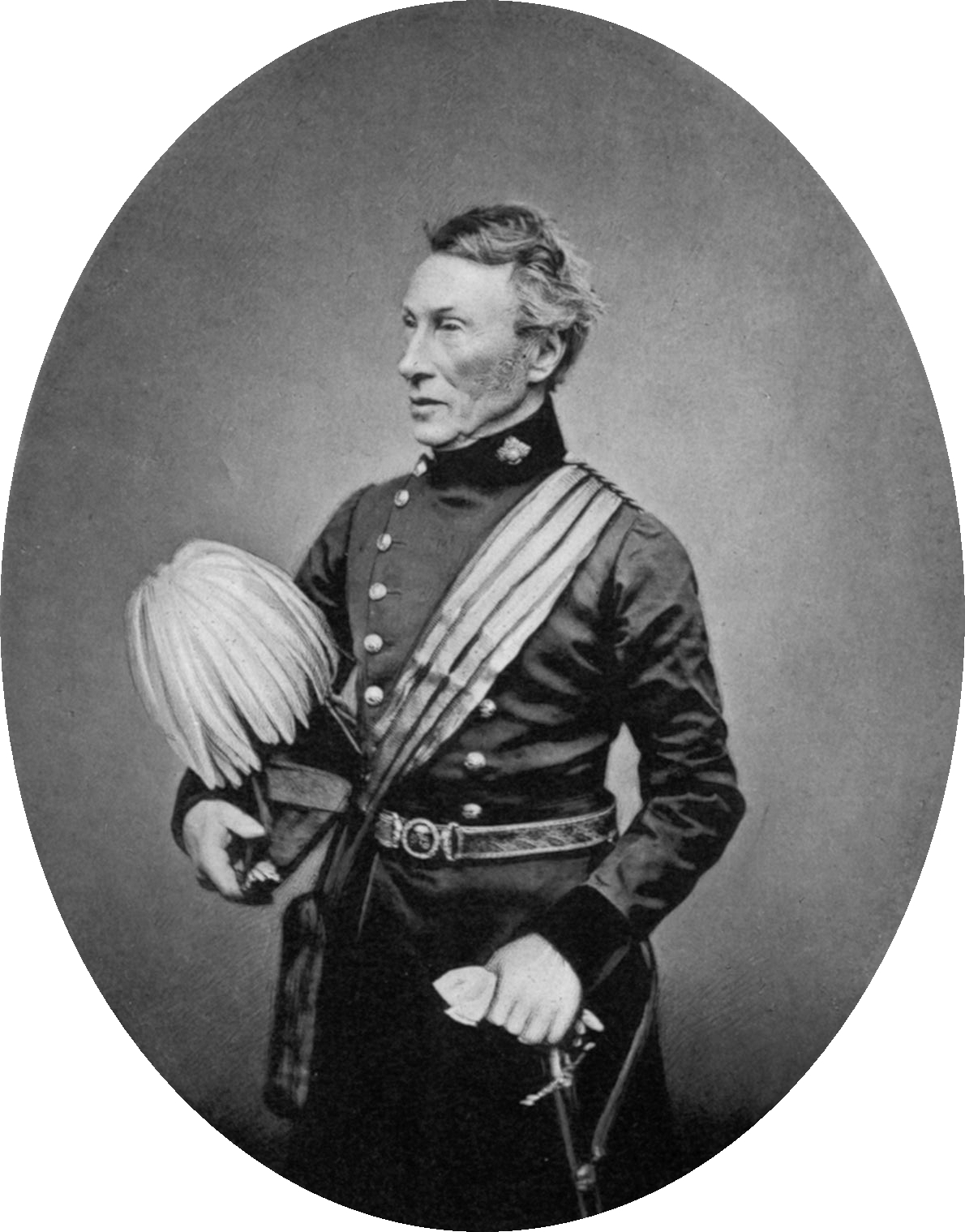
General F.R.Chesney, 1863.

Francis Rawdon Chesney, född 16 mars 1789, död 30 januari 1872, var en brittisk militär och upptäcktsresande. Han var farbror till Charles Cornwallis Chesney och George Tomkyns Chesney.
Chesney blev officer vid artilleriet 1805, generalmajor 1855 och general 1868. Han företog 1829 en forskningsresa i Mindre Asien och Egypten, varunder han påvisade möjligheten av Sueznäsets genomgrävande. Senare utforskade han under expeditioner 1830–1831 och 1835–1837 Eufrats segelbarhet och framlade 1856 för regeringen en plan att med hjälp av järnväg förena Antiokia med övre Eufrat, vilken plan aldrig förverkligades. Chesney har bland annat utgett Report on the navigation of the Euphrates (1833), The expedition for the survey of the rivers Euphrates and Tigris (2 band jämte atlas, 1850), Narrative of the Russo-Turkish campaigns of 1828 and 29 (1854) samt Narrative of the Euphrates expedition (1868).